# Bruno Rossi

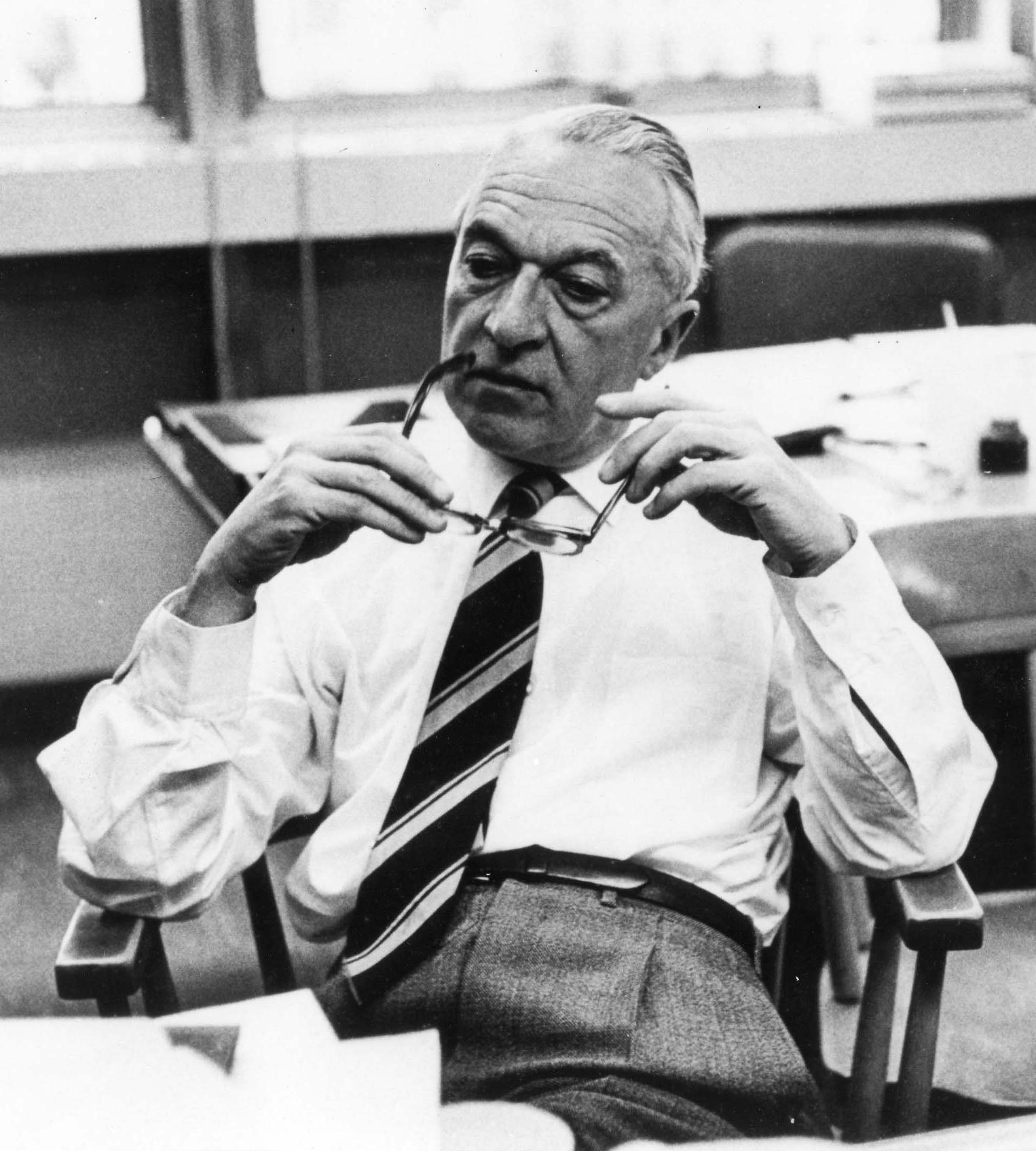
Bruno Rossi

Bruno Benedetto Rossi (* 13. April 1905 in Venedig; † 21. November 1993 in Cambridge, Massachusetts) war ein italienischer Astrophysiker und Elementarteilchenphysiker.

## Leben
Rossi wurde an der Universität Bologna bei Quirino Majorana promoviert und war ab 1928 Assistent an der Universität Florenz. 1932 wurde er Professor für Experimentalphysik an der Universität Padua. Als Jude verlor er 1938 seine Professur und ging über Kopenhagen und Manchester in die USA, wo er 1939 Gastwissenschaftler an der University of Chicago war. 1942 wurde er Associate Professor an der Cornell University. Während des Zweiten Weltkriegs arbeitete er an der Radarentwicklung am Massachusetts Institute of Technology (MIT) Radiation Lab und später in Los Alamos am Kernwaffenprogramm (er war Co-Leiter der Gruppe für Detektorentwicklung). 1946 wurde er Professor am MIT, wo er wieder kosmische Strahlung untersuchte und Ende der 1950er Jahre ein Pionier von Raketenexperimenten war, z. B. zur Messung des interplanetaren Plasmas und (als Berater von American Science and Engineering Inc.) entdeckte die erste Röntgenquelle außerhalb des Sonnensystems (Scorpio X-1). 1965 wurde er Institute Professor am MIT. 1970 ging er dort in den Ruhestand und unterrichtete von 1974 bis 1980 an der Universität Palermo. Zu seinen Doktoranden gehört Kenneth Greisen.

## Werk
Bruno Rossi war in den 1930ern ein Pionier in der Erforschung der Kosmischen Strahlung und war einer der ersten, der kosmische Röntgenstrahlung mit Raketenexperimenten nachwies.
1939 wies er an der Universität Chicago als erster den Zerfall des Myons nach und maß (an der Cornell University) dessen mittlere Lebensdauer.
Rossi entwickelte auch eine Reihe elektronischer Techniken in der Experimentalphysik, z. B. 1930 Schaltkreise zur Koinzidenzbeobachtung, 1942 den „Time to Amplitude Converter“ und 1943 in Los Alamos mit Hans H. Staub die „Fast Ionization Chamber“.

## Ehrungen und Mitgliedschaft
- 1934 Mitglied der Leopoldina,[2]
- 1948 Mitglied der American Academy of Arts and Sciences,[3]
- 1950 Mitglied der National Academy of Sciences,
- 1959 Mitglied der American Philosophical Society,[4]
- 1963 Verdienstmedaille der Republik Italien,
- 1970 Goldmedaille der italienischen physikalischen Gesellschaft,
- 1971 Antonio-Feltrinelli-Preis der Accademia Nazionale dei Lincei,
- 1976 Rumford Prize der American Academy of Arts and Sciences,
- 1983 National Medal of Science,
- 1987 Wolf Prize für Physik.

Er war Ehrendoktor von Palermo, La Paz, Durham und Chicago und Ehrenmitglied des Tata Institute of Fundamental Research (1971).
Die American Astronomical Society vergibt ihm zu Ehren den Bruno-Rossi-Preis für Hochenergie-Astrophysik. Ein Lehrstuhl am MIT ist nach ihm benannt.
Der Röntgen-Satellit Rossi X-ray Timing Explorer der NASA ist nach ihm benannt. 2012 wurde der Asteroid (17649) Brunorossi nach ihm benannt.